# Джумагельдыев, Тиркиш
Тиркиш Джумагельдыев (туркм. Tirkiş Jumageldiýew) — советский и туркменский деятель искусств, «шестидесятник», писатель, драматург, публицист. Классик современной туркменской литературы.

## Биография

### Детство и юность
Родился 25 октября 1938 года в сельсовете им. А. Мамедовой Мервского района Туркменской ССР.
Отец — Джумагельды Бакиев (1900—1945) прожил недолгую, но яркую жизнь дехканина. С 1935 года и до окончания ВОВ был председателем колхоза. В 1939 году был делегирован в Москву на открытие ВДНХ, где получил серебряную медаль. На золотую не мог претендовать, так как не являлся членом КПСС. В 1943 году награжден орденом Трудового Красного Знамени. Этой наградой был отмечен его председательский подвиг — в колхозе, который возглавлял Д. Бакиев, за всю войну ни один человек не умер от голода.
Мать — Огулбег Джумагельдыева (1908—1988) родила и воспитала 9 детей. Последний ребенок родился незадолго до смерти мужа, и Огулбег пришлось одной поднимать 4 дочерей и 5 сыновей.
Окончив в 1952 году сельскую семилетнюю школу, Тиркиш Джумагельдыев едет в областной центр — Мары и получает там среднее образование. В 1956 году он становится студентом факультета туркменского языка и литературы Туркменского государственного университета им. М.Горького.
На годы учебы в ТГУ приходится начало литературной деятельности Тиркиша Джумагельдыева. На 1 курсе он приносит в республиканский литературный журнал свой первый рассказ. С этого момента рассказы и повести студента Джумагельдыева публикуются регулярно.

### Профессиональная и творческая деятельность
В 1961 году выпускника ТГУ Тиркиша Джумагельдыева распределяют на работу в литературно-драматическую редакцию на телевидении, где он в течение 4 лет работает редактором. Эти годы знаменательны успешной творческой деятельностью молодого писателя: в республике выходит из печати первая книга повестей Т. Джумагельдева, а спустя три года издательство «Молодая гвардия» в Москве выпускает эту же книгу на русском языке. Для молодого туркменского писателя, которому не исполнилось и 30 лет, это большое достижение.
Творчеством автора из Туркменистана заинтересовываются и другие издательства и журналы за пределами республики: «Советский писатель» в Москве выпускает вторую книгу Т.Джумагельдыева на русском языке — «Жена младшего брата» (на туркменском языке эта повесть называется «Гелнедже» (Gelneje), (сноха). Пьеса, написанная на основе повести, ставится на сцене Туркменского академического театра и тепло принимается зрителем.
С 1963 года Тиркиш Джумагельдыев — член Союза писателей СССР. В 1965 году он уходит с телевидения и становится членом сценарно-редакционной коллегии киностудии «Туркменфильм». В 1976 году становится членом Союза кинематографистов СССР.

### 1970-е — 1990-е годы
После выхода книг на русском языке в московских издательствах и популярных литературных журналах (повести «Спор», «Калым», роман «Земля помнит все») они же, но с опозданием, выходят в Туркменистане. За роман «Земля помнит все» в 1978 году Тиркишу Джумагельдыеву была присуждена литературная премия им. Махтумкули.
Всего в этот период издано 40 книг Т. Джумагельдыева на 12 языках — помимо туркменского и русского, на украинском, белорусском, литовском, венгерском, таджикском, узбекском, казахском, турецком… 10 пьес, вышедшие из-под пера драматурга в советские годы, поставлены на сценах туркменских театров, а по пьесе «Мои 4 колеса» в переводе Л. Петрушевской поставлен спектакль на Центральном телевидении в Москве. Еще 3 пьесы, написанные в годы запрета, до сих пор не поставлены.
С 1987 по 1990 год Тиркиш Джумагельдыев работает главным редактором республиканской газеты «Литература и искусство». В отличие от других СМИ, в газете, редактируемой Т. Джумагельдыевым, не печатается хвалебных статей о мнимых достижениях народного хозяйства Туркменской ССР, что вызывало недовольство 1-го секретаря ЦК КПТ Сапармурата Ниязова.
В 1991 году Тиркиш Джумагельдыев выступил на митинге в связи с событиями «Августовского путча» в Москве, где произнес судьбоносные слова: «Нам не нужна феодальная демократия». Ставший первым президентом независимого Туркменистана Сапармурат Ниязов не простил писателю этой фразы, подвергнув его творчество жесткой цензуре, а позднее запретив все его произведения.
В 1994 году вышла последняя книга Т.Джумагельдыева. На его творчество наложен запрет, который продолжается по сей день.

### 2000-е — настоящее время
Как признавался сам писатель, запрет дал ему внутреннюю свободу. Он продолжает творческую деятельность, хотя пишет «в стол» и не имеет возможности публиковаться на родине.
Начиная с 1994 года результатом той работы, что проделал писатель за годы запрета, стали 3 романа и повесть на туркменском языке, вышедшие в Швеции: «Национальная игра», «Исчезнувшая страна», «Моя Венера» и «Энергия страха, или Голова желтого кота». Последний переведен на русский язык и в 2011 году опубликован в Москве, в журнале «Дружба народов». Вообще этот журнал сыграл огромную роль в творческой жизни писателя, в распространении его произведений и в переводе некоторых из них на другие языки. С 1969 по 2011 год в «Дружбе народов» было опубликовано 5 его романов и 3 повести, а выход в московском журнале романов «Дашрабат — крепость моя» и «Земля помнит все» способствовали публикации этих произведений на родине писателя.
В ноябре 2002 года Тиркиш Джумагельдыев вернулся в Ашхабад из Москвы после обычной поездки, а через несколько дней произошло так называемое покушение на С. Ниязова. В результате развернутых властями ответных репрессий сотни людей оказались на скамье подсудимых либо просто пропали без вести. Джумагельдыева спасло только то, что он известный писатель, однако в «черный список» невыездных он все же попал.
В 2012 году Тиркиш Джумагельдыев дал интервью туркменской службе радио «Свобода» о том, что ему уже более 10 лет запрещено покидать страну. Лишь после этого ему был разрешен выезд за границу.
Тиркиш Джумагельдыев живет в Ашхабаде. В 2018 году отметил 80-летний юбилей.

## Семья
- Жена — Бике Кулиевна Джумагельдыева; закончила филфак Туркменского государственного университета, много лет работала завкафедрой современного русского языка ТГУ, автор учебников русского языка для 4-5 классов туркменской школы, туркменско-русского и русско-туркменского словаря; кандидат филологических наук, доцент.
  - Сын — Байрам Джумагельдыев; окончил факультет иностранных языков ТГУ, аспирантуру Института востоковедения РАН и Дипломатическую академию МИД России. Живет в Москве.
  - Сын — Рахим Джумагельдыев; выпускник юридического факультета ТГУ. Живет в Ашхабаде.
  - Сын — Бегенч Джумагельдыев; закончил биологический факультет ТГУ. Готовился к защите диссертации, но за 2 месяца до защиты в 1998 году С.Ниязов ликвидировал Академию наук Туркменистана. Учился логистике в Лондоне. С 1999 года работал в Ашхабадском офисе гуманитарной организации «Врачи без границ», с 2009 года — в ее Амстердамском офисе в Нидерландах.

У Тиркиша Джумагельдыева 4 внуков и 1 правнучка.
На всех членов семьи Джумагельдыевых наложен запрет на государственную работу в Туркменистане.

## Отзывы о творчестве
«Для туркменской литературы роман Тиркиша Джумагельдыева „Энергия страха, или Голова желтого кота“ — бомба, по-своему не меньшая, чем для советской литературы был „Один день Ивана Денисовича“. Тиркиш Джумагельдыев, один из славной плеяды туркменских „шестидесятников“, писал свое сочинение, рискуя даже больше героя своего романа…» (Журнал «Дружба народов»)
«Из прочитанного в последнее время более всего потряс роман туркменского „шестидесятника“ Тиркиша Джумагельдыева „Энергия страха, или Голова желтого кота“… Словно лакмусовая бумага, выявлены черты любого диктаторского режима, будь то Нерон, Сталин, Туркменбаши… Не энергией ли страха пропитаны и наши сердца, готовые все простить, все забыть, ничего не замечать, на все закрывать глаза, без осмысления собственной истории, без всеобщего покаяния, все время наступая на одни и те же грабли? И все время бояться, бояться, сторониться: авось пронесет…» («Литературная Россия»)
«Почти наверняка сегодня в Туркмении этот роман читался бы так, как в 1962-м в СССР — „Один день Ивана Денисовича“… Только вот не предоставлено жителям Туркмении такой возможности — хотя роман и написан на туркменском языке. Да, в стране нынче другой президент, да, самый одиозный памятник Туркменбаши демонтирован, но по-прежнему Сапармурат Ниязов почитается национальным героем, о его злодеяниях по-прежнему предпочитают не говорить. Роман „Энергия страха, или Голова желтого кота“ писался не по „живым следам“, а непосредственно под пятой тирана, в ту пору, когда сама мысль о том, что не станет его и его режима, могла быть приравнена к государственному преступлению. К чему же могла быть приравнена правда о том, что происходит? Страшно подумать. Если это не подвиг писателя, что же тогда — подвиг?» («Новая газета»).

## Наиболее известные произведения
- Повести: «Спор», «Настырный», «Самосожжение», "Моя венера (запрет на публикацию в стране)
- Романы: «Земля помнит все», «Потерянный», «Дашрабат — крепость моя» (автобиографический), «Побег», «Черная молния», «Национальная игра», «Энергия страха, или Голова желтого кота», «Исчезнувшая страна» (последние три вышли в издательстве «Gün» в Швеции на туркменском языке), «Новые руины» (пока нигде не издан).
- Экранизации: «Нет дыма без огня» — по повести «Настырный»; «Райские птицы» — по роману «Побег» (перевод Л.Петрушевской); «Тяжелая ноша» — по роману «Земля помнит все».
- Эссе: «Размышления у кладбища», «Последняя крепость» («Дружба народов», 2001—2002),
- Сборники: «Кто мы такие», «Память», «Корни» (неопубликованные)

## Экранизации
- 1972 — «Нет дыма без огня» — комедия по мотивам повести «Настырный».